# Seleukos 1. af Seleukideriget
Seleukos 1. Nikator (ca. 358 f.Kr. – 281 f.Kr.) var en makedonsk officer der tjente under Alexander den Store på dennes verdenserobringstogt i Nærorienten. Efter dennes død var han blandt de mange af Alexanders officerer der i de efterfølgende borgerkrige tilranede sig en portion af verdensriget.
Det lykkedes Seleukos 1. at grundlægge en græsk-makedonsk domineret stat med kontrol over størstedelen af Alexander den Stores rige (med undtagelse af Ægypten, Koilesyrien, Nordvestindien og de europæiske områder). Denne stat, Seleukideriget, blev den største af de hellenistiske riger. Seleukos grundlagde talrige græske bystater fra Lilleasien i vest til Afghanistan i øst, bl.a. hovedstæderne Antiochia og Seleukeia. 
Seleukos 1. var gift med en persisk prinsesse, med hvem han fik sønnen Antiochos 1. Senere giftede han sig med Demetrios 1. Poliorketes' datter Stratonike, der senere blev sønnens kone.